# Advanta Championships of Philadelphia 1998 - Doppio
Il doppio dell'Advanta Championships of Philadelphia 1998 è stato un torneo di tennis facente parte del WTA Tour 1998.
Lisa Raymond e Rennae Stubbs erano le detentrici del titolo, ma hanno perso in semifinale contro Monica Seles e Nataša Zvereva.
Elena Lichovceva e Ai Sugiyama hanno battuto in finale 7–5, 4–6, 6–2 Monica Seles e Nataša Zvereva.

## Teste di serie
1. Martina Hingis /  Jana Novotná (semifinali)
2. Alexandra Fusai /  Nathalie Tauziat (primo turno)
3. Lisa Raymond /  Rennae Stubbs (semifinali)
4. Yayuk Basuki /  Caroline Vis (primo turno)

## Tabellone

### Legenda
| - Q = Qualificato - WC = Wild card - LL = Lucky loser | - ALT = Alternate - SE = Special Exempt - PR = Protected Ranking | - w/o = Walkover - r = Ritirato - d = Squalificato |